# Большеглазовые
Большеглазовые, или эпигоновые (лат. Epigonidae), — семейство лучепёрых рыб из надсемейства окунеподобных отряда окунеобразных. Распространены в Средиземном море, Атлантическом, Индийском и Тихом океанах.

## Описание
Длина тела в зависимости от вида составляет от 3 до 75 см. Ближайшее родственное семейство Apogonidae. Большинство видов имеет 25 позвонков. Спинной и анальный плавники покрыты чешуёй.

## Классификация

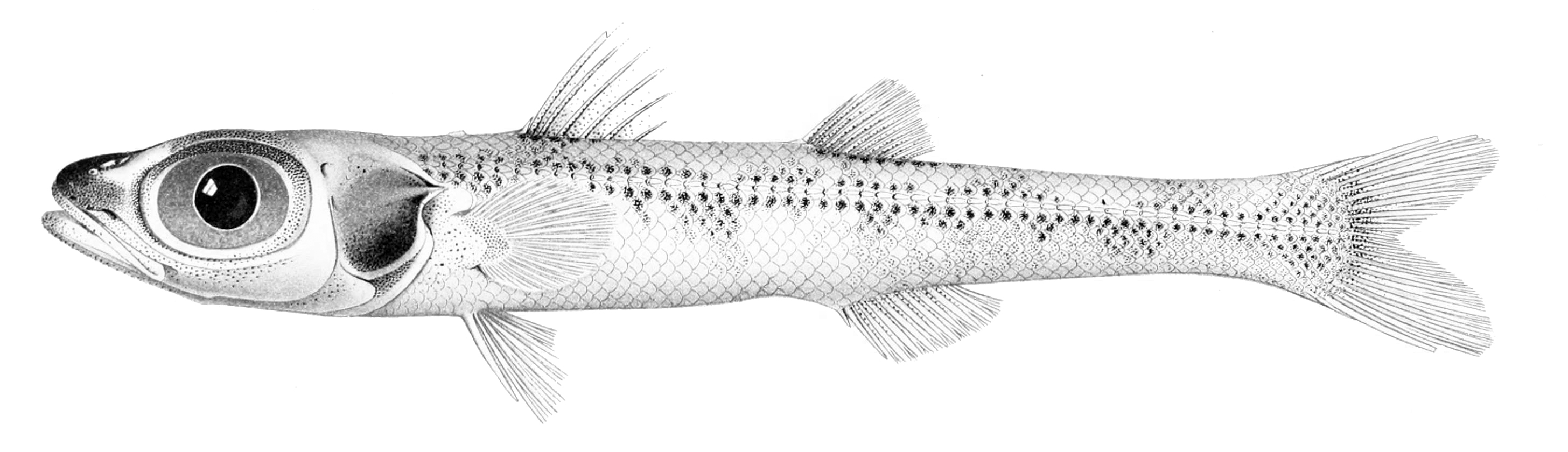
Epigonus atherinoides

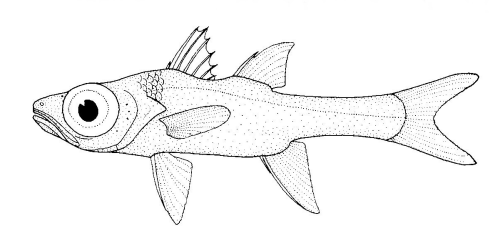
Epigonus lenimen

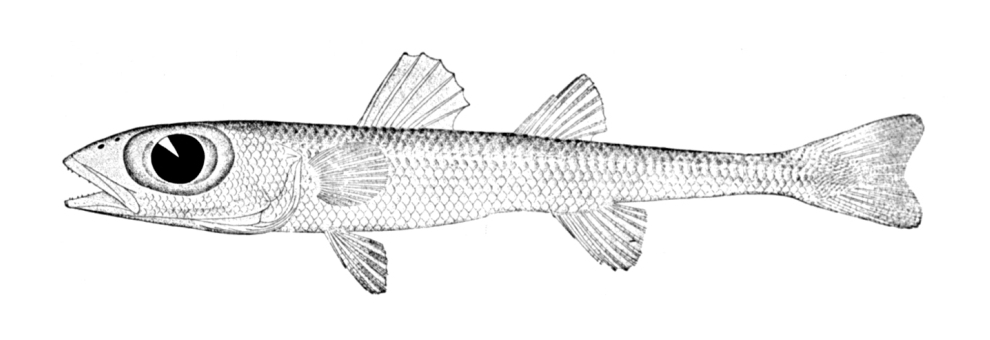
Epigonus occidentalis

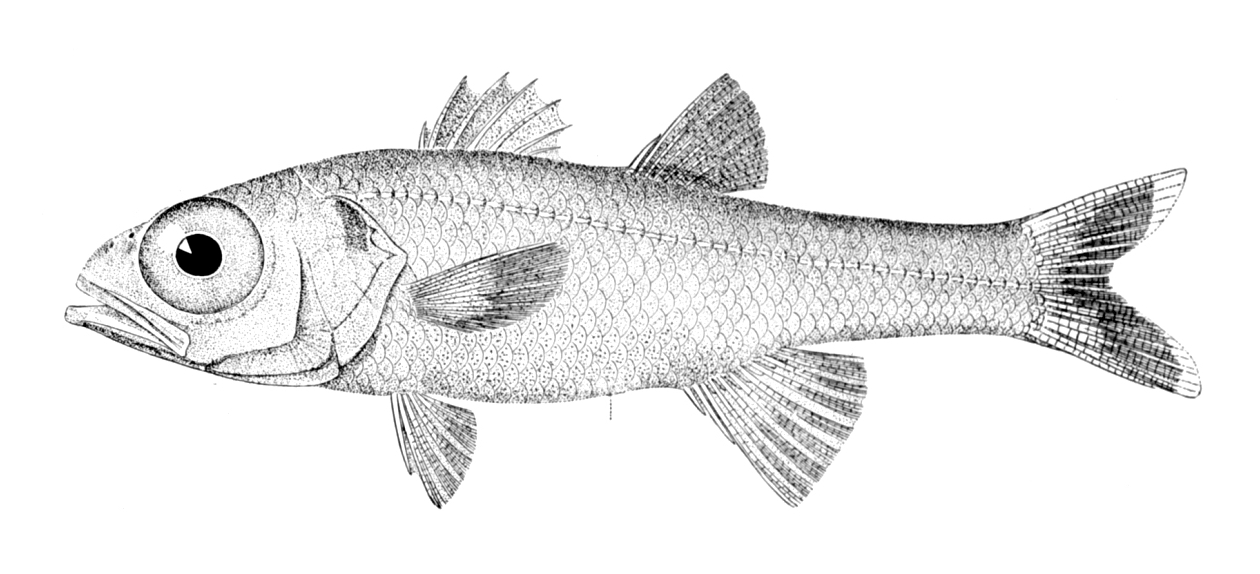
Epigonus pandionis

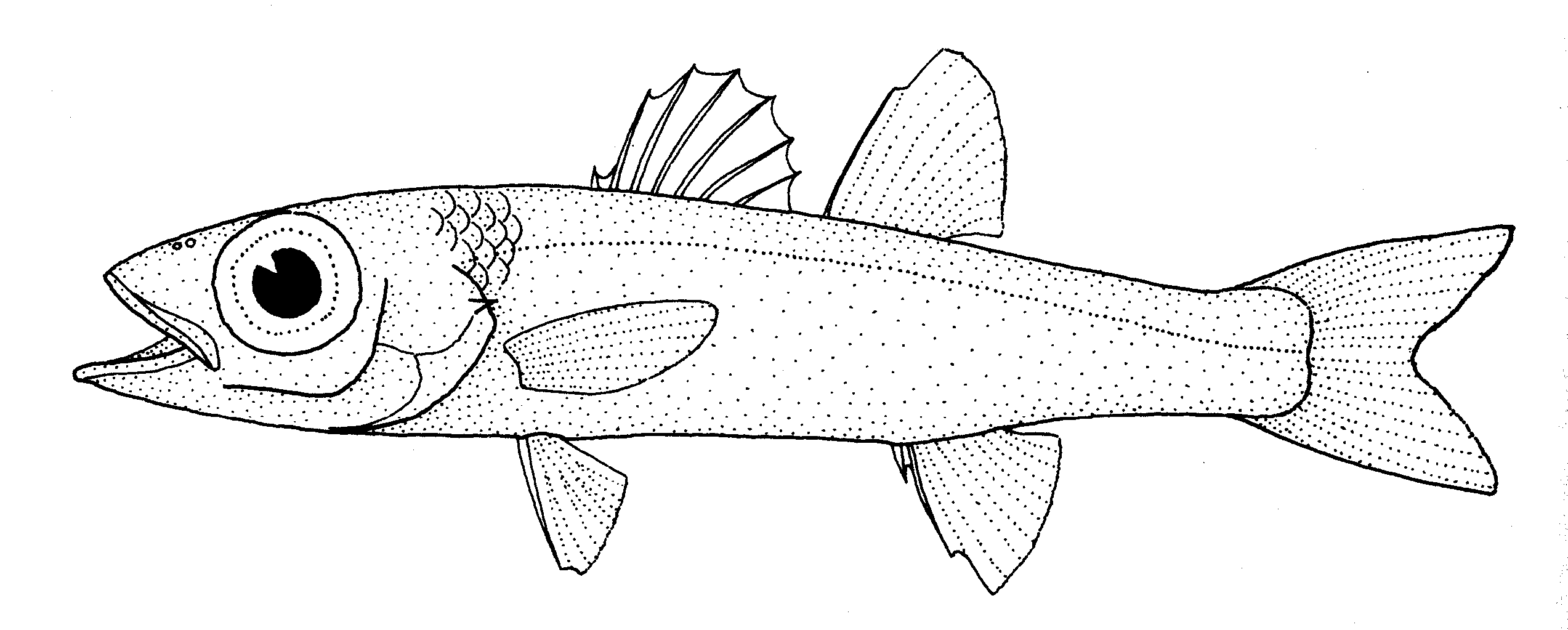
Epigonus telescopus

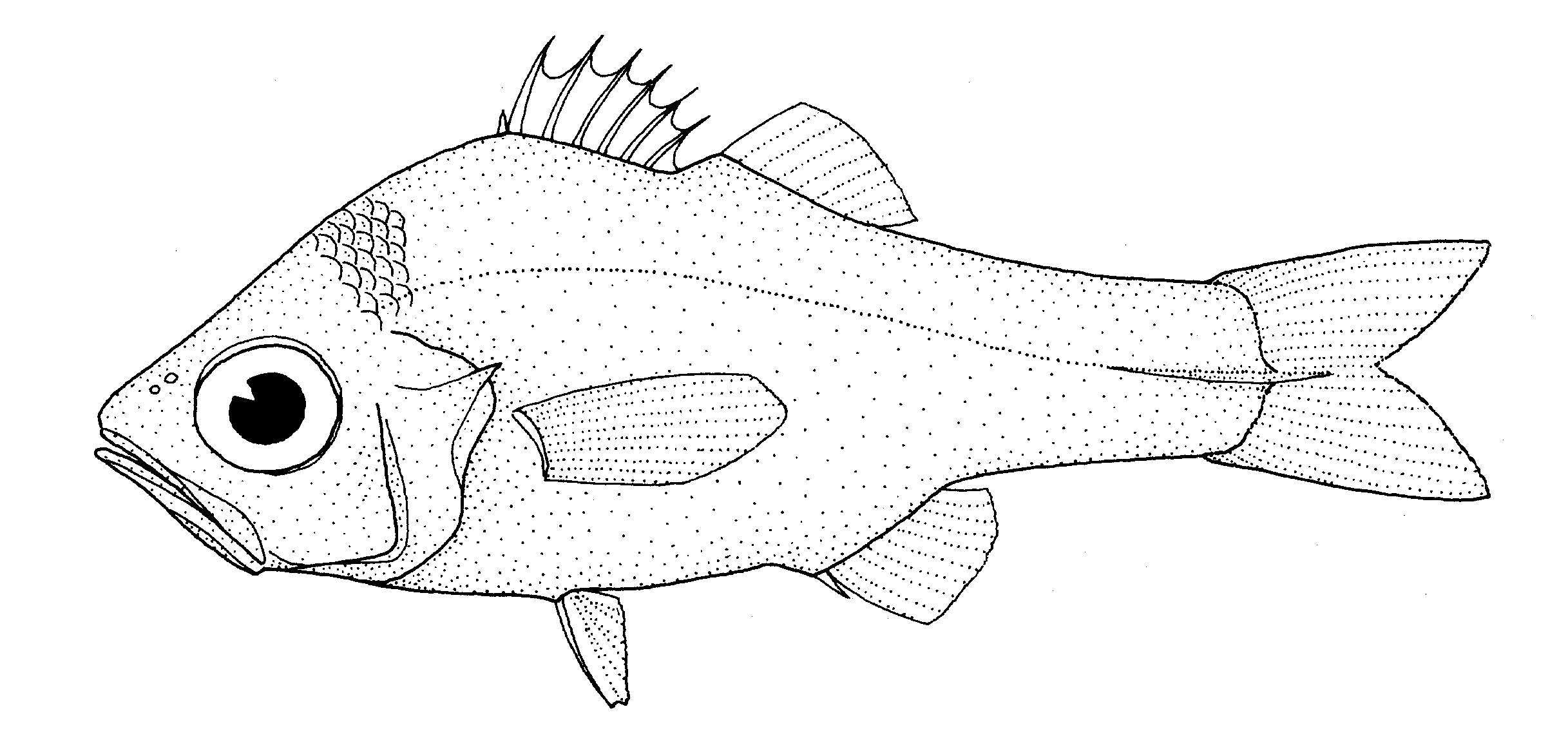
Rosenblattia robusta

В семейство включают 46 видов из которых 39 относят к роду Epigonus. К остальным 6 родам относят один-два вида. 
Виды семейства:
- Brephostoma — Брефостомы
  - Brephostoma carpenteri Alcock, 1889 — Брефостома Карпентера
- Brinkmannella
  - Brinkmannella elongata Parr, 1933
- Epigonus — Эпигонусы
- Florenciella — Флоренциеллы
  - Florenciella lugubris Mead & De Falla, 1965 — Флоренциелла
- Microichthys
  - Microichthys coccoi Rüppell, 1852
  - Microichthys sanzoi Sparta, 1950
- Rosenblattia — Розенблатии
  - Rosenblattia robusta Mead & De Falla, 1965 — Розенблатия
- Sphyraenops
  - Sphyraenops bairdianus Poey, 1861